# Маріано II (юдик Торресу)
Маріано II (італ. Mariano II; д/н — 1233) — юдик (володар) Торреського юдикатів в 1218—1233 роках.

## Життєпис
Походив з династії Лакон-Гунале. Єдиний син Коміти I, юдика Торресу, й Сініспелли Арборейської. У 1198 році одружився з донькою юдика Кальярі. 1203 році оголошений спадкоємцем трону. Активно брав участь у державних справах.
1218 року після смерті батька успадкував трон Торресу. Продовжив дипломатичну політику на послаблення влади Пізанської республіки на Сардинії. Втім вимушений був підтвердити мирну угоду з Пізою від 1217 року. Невдовзі погодився на шлюб доньки з сином Ламберто Вісконті, юдиком Галлури, що відбувся 1219 року. Втім це спричинило конфлікт з папою римським Гонорієм III, що був ворогом Пізи.
Незважаючи на це папа римський домігся союзу між Торреським юдикатом і Якопо делла Торре, капітом Міланської республіки, що було зроблено близько 1223 року. 1224 року поновив союз з Генуєю, обіцявши допомагати захищати генуезький замок Боніфачо на Корсиці. Також генуезці отримали численні торгівельні пільги.
У 1228 році спільно з Салусіо V виступив проти П'єтро II, юдика Арбореї, що намагався переглянути угоду 1211 року про поділ Арборейського юдикату. У 1230 році втрутився у справи Кальярського юдикату, ставши стам регентом за правами своєї дружини. Втім у 1232 році через тиск Пізи мусив зректися посади.
Помер Маріано II 1233 року. Йому спадкував син Баризон III.

## Родина
Дружина — Агнеса, донька Вільгельма Салусіо IV, юдика Кальярі.
Діти:
- Аделазія (1207—1259), дружина: 1) Убальдо Вісконті 2) Енцо Гогенштауфен, король Сардинії
- Бенедетта
- Баризон (1221—1236), юдик Торресу